# Chrysolina dudkoi
Chrysolina dudkoi é uma espécie de artrópode pertencente à família Chrysomelidae.